# Soprano leggero
Nell'arte del canto, la locuzione soprano leggero (noto anche come soprano d'agilità o soprano di coloratura) designa una delle tre principali categorie in cui è classificata la voce di soprano.

## Vocalità
La voce di soprano leggero è caratterizzata da timbro chiaro, dolce e limpido e volume limitato, ma in compenso è dotata di grande agilità e ricca estensione nel registro acuto. Inoltre, tra le voci di soprano è quella di tessitura più acuta poiché spazia quasi esclusivamente tra la zona acuta e quella sovracuta e non scende quasi mai nel registro grave.
L'estensione tipica della voce di soprano leggero è di poco più di due ottave e mezza, dal re centrale al fa/sol sovracuto (re3 - fa5 / sol5).

## Caratteri generali
Il soprano leggero è caratterizzato dall'utilizzo della coloratura, un'ornamentazione virtuosistica eseguita su una melodia. Si è imposto tra la fine del Settecento e la prima metà dell'Ottocento, quando i compositori iniziarono a rinunciare all'utilizzo di passaggi cantabili e dalla vocalità legata in favore di pezzi di bravura di carattere "acrobatico", ottenendo una linea vocale spezzata e frastagliata, più variegata e irregolare di quella precedente.
Nel corso del XIX secolo, con l'affermarsi di un teatro musicale che imponeva una caratterizzazione più drammatica dei personaggi, i compositori ricorsero sempre più di rado al registro di soprano leggero: a questi scopi fu introdotta una nuova tipologia di soprano, oggi chiamato "soprano drammatico d'agilità", che relegò la coloratura in secondo piano, in favore di una vocalità più espressiva ed incisiva. Negli ultimi decenni dell'Ottocento, tuttavia, la progressiva identificazione tra drammaticità e canto sillabico, ossia privo di agilità, spinse ad assegnare a voci leggere i ruoli che contenevano passaggi d'agilità.

## Varianti di soprano leggero
- Soprano di coloratura
- Soprano soubrette
- Soprano lirico-leggero

## Ruoli per soprano leggero
- Astrifiammante, la regina della notte (Il flauto magico)
- Philine (Mignon)
- Dinorah (Dinorah)
- Ophélie (Hamlet)
- Lakmé (Lakmé)
- Marie (La figlia del reggimento)
- Olympia (I racconti di Hoffmann)
- Cunégonde (Candide)